# ویلمینگتون تراست
ویلمینگتون تراست (به انگلیسی: Wilmington Trust) یکی از ۱۰ نهاد بزرگ ایالات متحده در حوزه دارایی‌های اعتباری است. ویلینگتون تراست در حال حاضر ارائه دهنده خدمات بین‌المللی شرکت‌ها، مدیریت سرمایه گذاری و بانکداری خصوصی است و از نام تجاری و خدمات معتبری برخوردار است. این شرکت در تاریخ 8 ژوئیه ۱۹۰۳ به عنوان شرکت بانکی، اعتماد و سپرده امن توسط تی. کلمن دو پون رئیس شرکت دوپون تأسیس شد. در سال ۲۰۱۰ به یک شرکت تابعه از بانک ام اند تی تبدیل شد.

## شعبه‌ها
مقر شرکت ویلمینگتون تراست در میدان رودنی در مرکز شهر ویلمینگتون قرار دارد. همچنین این شرکت دارای دفترهایی در نیویورک، لس آنجلس، بوستون، فیلادلفیا، لاس وگاس، فینیکس، آتلانتا، بالتیمور، بورلی هیلز، استمفورد، پالم بیچ، بتلهم، ویلانوا، جکسون‌ویل، برمینگم، چارلستون است.

در سطح جهانی نیز این شرکت دارای سه شعبه در دوبلین، فرانکفورت و لندن است.